# Diospyros samoensis
Diospyros samoensis là một loài thực vật có hoa trong họ Thị. Loài này được A.Gray mô tả khoa học đầu tiên năm 1861.